# Josip Germ
Josip Germ, slovenski slikar, * 22. februar 1869, Adlešiči, † 11. januar 1950, Novo mesto.
Rodil se je očetu učitelju in kantorju Matiji ter materi Jožici (rojena Žvokel). Slikarstvo je študiral na Dunaju (1890–1894) in nato 3 leta v Pragi pri Václavu Brožíku. Nato je odprl atelje s slikarsko šolo in se redno zaposlil na Akademiji gofa Strake. Po vrnitvi v ožjo domovino je v letih 1905−1931 poučeval risanje na novomeški gimnaziji. Germ kot portretist in krajinar sodi med predstavnike akademskega realizma, odlikujeta pa ga natančna risba in bogat kolorit. Njegova hči je bila zdravnica in političarka Ruža Šegedin.
Po njem se danes imenuje ulica v Novem mestu.